# Галіма Накаї
Галіма Накаї (англ. Halimah Nakaayi) (нар. 14 жовтня 1994) — угандійська легкоатлетка, що спеціалізується в бігу на середні дистанції, чемпіонка світу з бігу на 800 метрів (2019), рекордсменка Уганди.
На Олімпіаді-2016 спортсменка виступала в бігу на 800 метрів та припинила змагання на півфінальній стадії.
На світовій першості в Досі стала чемпіонкою світу на 800-метровій дистанції.